# Hyostomodes ignava
Hyostomodes ignava är en fjärilsart som beskrevs av Louis Beethoven Prout 1928. Hyostomodes ignava ingår i släktet Hyostomodes och familjen mätare. Inga underarter finns listade i Catalogue of Life.